# Le Dernier Souffle (film, 1978)
Pour les articles homonymes, voir Le Dernier Souffle.
Pour plus de détails, voir Fiche technique et Distribution.
Le Dernier Souffle (L'ultimo sapore dell'aria) est un film italien réalisé par Ruggero Deodato, sorti en 1978,,.

## Synopsis
Diego Micheli, 16 ans, est harcelé au lycée et incompris dans sa propre famille où sa mère doit prioritairement se consacrer à ses demi-frères et à son beau-père. Il s'enfuit de chez lui et après avoir un peu vagabondé, trouve un emploi dans un centre de natation. En voyant ses pairs s'entraîner à la natation, une passion pour ce sport s'éveille en lui, ce qui le pousse à s'entraîner de nuit et en secret. Il est pourtant remarqué par Marco, un entraîneur sportif qui l'invite à vivre chez lui. Diego y rencontre la fille de Marco, Claudia, et tombe amoureux d'elle. Marco le pousse à poursuivre sérieusement sa carrière de nageur sportif et à s'entraîner. Diego, cependant, immédiatement après avoir remporté le concours national, tombe soudainement malade. Une tomodensitométrie révèle qu'il a une tumeur cérébrale incurable qui ne lui laisse que quelques mois à vivre...

## Fiche technique
Sauf indication contraire, les informations mentionnées dans cette section peuvent être confirmées par la base de données cinématographiques IMDb,  présente dans la section « Liens externes ».
- Titre original : L'ultimo sapore dell'aria[4]
- Titre français : Le Dernier Souffle[5]
- Réalisation : Ruggero Deodato
- Scénario : Ruggero Deodato, Tito Carpi (it), Roberto Gandus
- Photographie : Claudio Cirillo
- Montage : Daniele Alabiso (it)
- Musique : Ubaldo Continiello
- Assistant-réalisateur : Lamberto Bava
- Décors : Carmelo Patrono
- Production : 	Giovanni Masini, Salvatore Alabiso, Giorgio-Carlo Rossi
- Société de production : Tritone Cinematografica
- Pays de production :  Italie
- Langue originale : italien
- Format : Couleur - 2,35:1 - Son mono - 35 mm
- Genre : Mélodrame sportif
- Durée : 105 minutes (1 h 45[4])
- Dates de sortie: 
  - Italie : 24 février 1978

## Distribution
- Carlo Lupo : Diego Micheli
- Vittoria Galeazzi : Claudia
- Luigi Diberti : Marco
- Jacques Sernas : Président du club de billard
- Angela Goodwin : Maria, la mère de Diego
- Fiorenzo Fiorentini : Anselmo
- Alfio Androver : Giovanni
- Emilio Delle Piane : Le médecin du sport
- Gino Pagnani : Giovanni
- Deddi Savagnone : L'instituteur
- Gianni Solaro : Le médecin hospitalier
- Maurizio Rossi : Lori
- Roberto Pangaro : Lui-même